# Whitey Ford
Edward Charles Ford (ur. 21 października 1928 w Nowym Jorku, zm. 8 października 2020 w Lake Success) – amerykański baseballista, który występował na pozycji miotacza przez 16 sezonów w New York Yankees.
Dickey dziesięć razy zagrał w All-Star Game i  sześciokrotnie zwyciężył w World Series. W latach 1955, 1961 i 1963 zwyciężał w klasyfikacji pod względem zaliczonych zwycięstw, w 1955 i 1956 miał najlepszy w lidze wskaźnik ERA. W 1961 otrzymał nagrody Cy Young Award, a także został wybrany najbardziej wartościowym zawodnikiem finałów.
W 1974 został wybrany do Galerii Sław Baseballu. W tym samym roku numer 16, z którym występował został zastrzeżony przez klub New York Yankees.
| Nagroda/wyróżnienie            | Lata                                                            | Źródło |
| 10× All-Star                   | 1954, 1955, 1956, 1958, 1959¹, 1960¹, 1960², 1961¹, 1961², 1964 | [ 2 ]  |
| 6× zwycięzca w World Series    | 1950, 1953, 1956, 1958, 1961, 1962                              | [ 2 ]  |
| World Series MVP               | 1961                                                            | [ 2 ]  |
| Babe Ruth Award                | 1961                                                            | [ 2 ]  |
| AL Cy Young Award              | 1961                                                            | [ 2 ]  |
| Baseball Hall of Fame          | od 1974                                                         | [ 5 ]  |
| # 16 zastrzeżony przez Yankees | 1974                                                            | [ 6 ]  |